# Bahnhof Crestview
Der Bahnhof Crestview war ein Bahnhof im Fernverkehr und wurde von Amtrak betrieben. Er befand sich in Crestview im Okaloosa County in Florida.

## Geschichte
Crestview befindet sich an einer Bahnstrecke, die 1883 von der Pensacola and Atlantic Railroad erbaut wurde. 
Die Linienführung des von Amtrak betriebenen Fernreisezugs Sunset Limited, der 1971 eingeführt wurde und zunächst von Los Angeles nach New Orleans führte, wurde 1993 weiter über Crestview nach Jacksonville (später nach Miami und Orlando) verlängert. Nach den Auswirkungen des Hurrikans Katrina im August 2005 wurde die Linie jedoch wieder auf die ursprüngliche Strecke Los Angeles – New Orleans verkürzt. Der einzige Schienenverkehr besteht seitdem aus Gütertransporten, die von der Bahngesellschaft CSX Transportation durchgeführt werden.